# Myotis dasycneme
Myotis dasycneme é uma espécie de morcego da família Vespertilionidae.
Pode ser encontrada nos seguintes países: Alemanha, Bielorrússia, Bélgica, China, República Checa, Dinamarca, Estónia, França, Hungria, Cazaquistão, Eslováquia, Letónia, Lituânia, Luxemburgo, Moldávia, Países Baixos, Polónia, Rússia, Sérvia, Suécia e Ucrânia.
Está ameaçada por perda de habitat.